# ساول سالسيدو
ساول سالسيدو (بالإسبانية: Saúl Salcedo) (29 أغسطس 1997 بكابياتا في باراغواي - ) هو مدرب كرة قدم ولاعب كرة قدم مكسيكي وباراغواياني في مركز الدفاع. شارك مع منتخب الباراغواي تحت 20 سنة لكرة القدم ومنتخب المكسيك لكرة القدم. أما مع النوادي، فقد لعب مع أوليمبيا أسونسيون ونادي مونتيري.

## وصلات خارجية
- ساول سالسيدو على موقع قاعدة بيانات كرة القدم.إي يو (الإنجليزية)
- ساول سالسيدو على موقع Soccerway.com (الإنجليزية)
- ساول سالسيدو على موقع AS.com (الإسبانية)